# مقاطعة قوم قورغان
مقاطعة قوم قورغان هي تقسيم إداري في ولاية صرخنداريا في أوزبكستان، مقرها مدينة قوم قورغان.

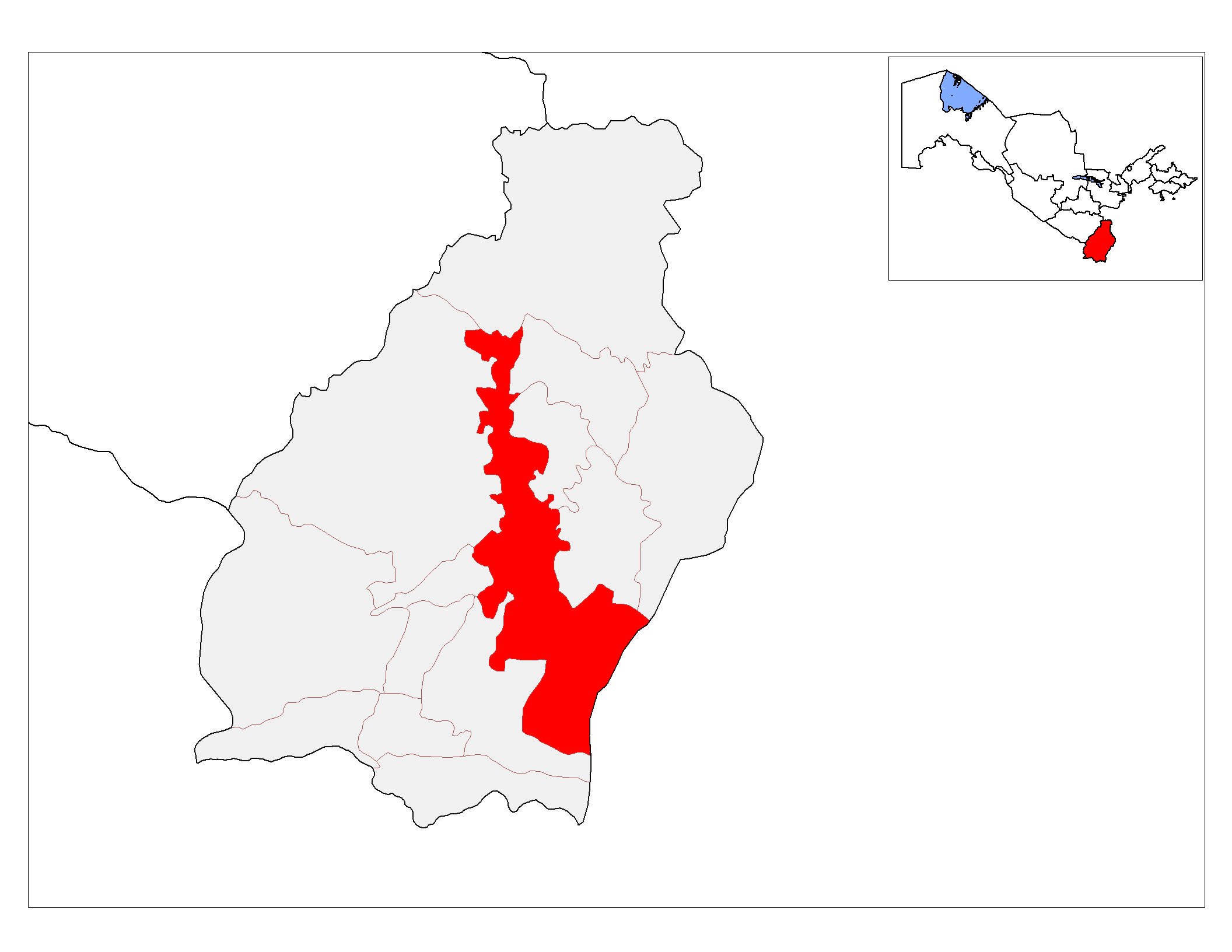
خريطة المقاطعة ضمن ولاية صرخنداريا